# 거동수상자
거동수상자(擧動殊常者, 약칭 거수자)는 경찰이나 군대에서 주로 사용하는 용어로, 거동이 수상한 사람을 뜻한다. 대한민국에서 거동수상자는 이미 범죄 사실이 확인된 피의자와는 달리 거동수상자는 아직 범법사항이 확인되지 않은 상태이기 때문에 무죄 추정의 원칙에 따라 법률적 보호를 받을 수 있다.

## 법률상 경찰에서의 거수자
경찰에서 불심검문의 대상자를 거동수상자로 정의하는데, 어떤 죄를 범하였거나 또는 범하려 하고 있다고 의심할 만한 상당한 이유가 있는 자를 뜻한다. 여기서 「상당한 이유」란 주관적 판단에 의한 것이 아니라 객관적ㆍ합리적으로 판단할 때에 상당한 이유이어야 함을 뜻하며, 이미 행하여진 범죄 혹은 행하여지려고 하는 범죄에 관하여 그 사실을 안다고 인정되는 것이다.

## 법률상 군대에서의 거수자
군대에서도 비슷한 의미로 사용되며 "거동이 수상한 사람이나 주위의 사정을 합리적으로 판단하여 거동이 수상하다고 의심할 만한 상당한 이유가 있는 사람"이라고 정의하고 있다. 일반적으로 군대에서는 경계 근무중 발견한 피아식별이 아직 안된 사람을 지칭하는데 쓰인다.